# IHeartRadio Music Awards 2022
La nona edizione degli iHeartRadio Music Awards si è svolta il 23 marzo 2022 presso lo Shrine Auditorium di Los Angeles in California. La lista delle nomination è uscita il 27 gennaio 2022. Dopo aver ricevuto 9 nomination, Justin Bieber è risultato l'artista con il maggior numero di candidature. A ricevere il maggior numero di premi nella serata sono stati Dua Lipa, Lil Nas X e Olivia Rodrigo, che ne hanno ottenuti 3.

## Nomination
In grassetto sono evidenziati i vincitori.

### Canzone dell'anno
- Dua Lipa – Levitating
- Adele – Easy on Me
- Ariana Grande – Positions
- Doja Cat (featuring SZA) – Kiss Me More
- Ed Sheeran – Bad Habits
- Justin Bieber (featuring Daniel Caesar & Giveon) – Peaches
- Lil Nas X – Montero (Call Me by Your Name)
- Olivia Rodrigo – Drivers License
- Silk Sonic – Leave the Door Open
- The Kid Laroi e Justin Bieber – Stay

### Artista femminile dell'anno
- Olivia Rodrigo
- Ariana Grande
- Doja Cat
- Dua Lipa
- Taylor Swift

### Artista maschile dell'anno
- Lil Nas X
- Drake
- Ed Sheeran
- Justin Bieber
- The Weeknd

### Miglior duo/gruppo dell'anno
- Silk Sonic
- AJR
- BTS
- Dan + Shay
- Maroon 5

### Miglior collaborazione
- The Kid Laroi e Justin Bieber – Stay
- Saweetie (featuring Doja Cat) – Best Friend
- Jason Aldean e Carrie Underwood – If I Didn't Love You
- Doja Cat (featuring SZA) – Kiss Me More
- Justin Bieber (featuring Daniel Caesar & Giveon) – Peaches

### Miglior nuovo artista pop
- Olivia Rodrigo
- Giveon
- The Kid Laroi
- Måneskin
- Tate McRae

### Canzone alternativa dell'anno
- All Time Low (featuring Blackbear) – Monsters
- Imagine Dragons – Follow You
- Machine Gun Kelly e Blackbear – My Ex's Best Friend
- Twenty One Pilots – Shy Away
- Weezer (featuring AJR) – All My Favorite Songs

### Artista alternativo dell'anno
- Machine Gun Kelly
- All Time Low
- Billie Eilish
- Imagine Dragons
- Twenty One Pilots

### Miglior nuovo artista alternativo
- Måneskin
- Cannons
- Clairo
- Girl in Red
- Willow Smith

### Album alternativo dell'anno
- Billie Eilish – Happier than Ever

### Canzone rock dell'anno
- Foo Fighters – Waiting on a War
- Five Finger Death Punch – Living the Dream
- Rise Against – Nowhere Generation
- The Pretty Reckless – And So It Went
- Volbeat – Wait a Minute My Girl

### Artista rock dell'anno
- Foo Fighters
- Chevelle
- Five Finger Death Punch
- Mammoth WVH
- The Pretty Reckless

### Miglior nuovo artista rock
- Mammoth WVH
- All Good Things
- Architects
- Ayron Jones
- Zero 9:36

### Album rock dell'anno
- Foo Fighters – Medicine at Midnight

### Canzone country dell'anno
- Jason Aldean e Carrie Underwood – If I Didn't Love You
- Chris Young e Kane Brown – Famous Friends
- Gabby Barrett – The Good Ones
- Luke Combs – Forever After All
- Parmalee e Blanco Brown – Just the Way

### Artista country dell'anno
- Luke Combs
- Jason Aldean
- Luke Bryan
- Miranda Lambert
- Thomas Rhett

### Miglior nuovo artista country
- Lainey Wilson
- Tenille Arts
- Ryan Hurd
- Parker McCollum
- Niko Moon

### Canzone dance dell'anno
- Acraze (featuring Cherish) – Do It to It
- Galantis, David Guetta e Little Mix – Heartbreak Anthem
- Joel Corry, Raye e David Guetta – Bed
- Regard, Troye Sivan e Tate McRae – You
- Shouse – Love Tonight

### Artista dance dell'anno
- David Guetta
- Anabel Englund
- Joel Corry
- Regard
- Swedish House Mafia

### Canzone hip hop dell'anno
- Pop Smoke – What You Know Bout Love
- Cardi B – Up
- Drake (featuring Future & Young Thug) – Way 2 Sexy
- Moneybagg Yo – Time Today
- Wizkid (featuring Tems) – Essence

### Artista hip hop dell'anno
- Drake
- Lil Baby
- Megan Thee Stallion
- Moneybagg Yo
- Pop Smoke

### Miglior nuovo artista hip hop
- Yung Bleu
- Bia
- Coi Leray
- Lil Tjay
- Pooh Shiesty

### Album hip hop dell'anno
- J. Cole – The Off-Season

### Canzone R&B dell'anno
- Silk Sonic – Leave the Door Open
- Giveon – Heartbreak Anniversary
- H.E.R. – Damage
- Jazmine Sullivan – Pick Up Your Feelings
- SZA – Good Days

### Artista R&B dell'anno
- Jazmine Sullivan
- Giveon
- H.E.R.
- Silk Sonic
- Tank

### Miglior nuovo artista R&B
- Giveon
- Chlöe
- Tone Stith
- VanJess
- Vedo

### Album R&B dell'anno
- Silk Sonic – An Evening with Silk Sonic

### Canzone latina dell'anno
- Farruko – Pepas
- Bad Bunny – Yonaguni
- J Balvin e Skrillex – In da Getto
- Karol G – Bichota
- Rauw Alejandro – Todo de ti

### Artista latino dell'anno
- Bad Bunny
- Camilo
- Farruko
- Karol G
- Rauw Alejandro

### Miglior nuovo artista latino
- Grupo Firme
- Eslabón Armado
- María Becerra
- Nicki Nicole
- Tokischa

### Album pop latino/reggaeton dell'anno
- Karol G – KG0516

### Canzone messicana dell'anno
- Banda Sinaloense MS de Sergio Lizárraga – ¿Qué tienen tus palabras?
- Banda Sinaloense MS de Sergio Lizárraga – La casita
- Calibre 50 – A la antigüita
- Christian Nodal (featuring Ángela Aguilar) – Dime cómo quieres
- Edwin Luna y la Trakalosa de Monterrey – Saludos a mi ex
- La Arrolladora Banda el Limón de René Camacho – Mi primer derrota

### Artista messicano dell'anno
- Calibre 50
- Banda Sinaloense MS De Sergio Lizárraga
- Christian Nodal
- Edwin Luna y La Trakalosa de Monterrey
- La Arrolladora Banda El Limón De René Camacho

### Album messicano dell'anno
- Eslabón Armado – Tu veneno mortal, vol. 2

### Produttore dell'anno
- Finneas

### Cantautore dell'anno
- Omer Fedi

### Tour dell'anno
- Harry Styles – Love on Tour

### Innovatore
- Megan Thee Stallion

### Icona
- Jennifer Lopez

### Miglior fan army
- BTS – BTS Army
- Ariana Grande – Arianators
- Big Time Rush – Rushers
- Harry Styles – Harries
- Justin Bieber – Beliebers
- Louis Tomlinson – Louies
- Megan Thee Stallion – Hotties
- Olivia Rodrigo – Livies
- Selena Gomez – Selenators
- Taylor Swift – Swifties
- Why Don't We – Limelights

### Miglior video musicale
- BTS – Butter
- Bella Poarch – Build a Bitch
- Ed Sheeran – Bad Habits
- Doja Cat (featuring SZA) – Kiss Me More
- Justin Bieber (featuring Daniel Caesar & Giveon) – Peaches
- Lil Nas X – Montero (Call Me by Your Name)
- Olivia Rodrigo – Drivers License
- Silk Sonic – Leave the Door Open
- The Kid Laroi e Justin Bieber – Stay
- The Weeknd – Save Your Tears

### Miglior testo
- Taylor Swift – All Too Well (Taylor's Version)
- Adele – Easy on Me
- Billie Eilish – Happier than Ever
- Billie Eilish – Your Power
- Ed Sheeran – Bad Habits
- Glass Animals – Heat Waves
- Lil Nas X – Montero (Call Me by Your Name)
- Olivia Rodrigo – Deja Vu
- Olivia Rodrigo – Drivers License
- Silk Sonic – Leave the Door Open

### Miglior cover
- Camila Cabello – Good 4 U (Olivia Rodrigo)
- Demi Lovato – I'm Still Standing (Elton John)
- Kacey Musgraves – Fix You (Coldplay)
- Lil Nas X – Jolene (Dolly Parton)
- Miley Cyrus – Nothing Else Matters (Metallica)
- Shawn Mendes – Happier than Ever (Billie Eilish)
- Tate McRae – Heather (Conan Gray)

### Fotografo di tournée preferito
- Anthony Pham – Love on Tour (Harry Styles)
- Andy Barron – All American Road Show (Chris Stapleton)
- Cynthia Parkhurst – Remember This Tour (Jonas Brothers)
- David Bergman – What You See Is What You Get Tour (Luke Combs)
- Elliott Ingham – Hella Mega Tour (Fall Out Boy)
- Projectblackboxx – The Comeback Tour (Zac Brown Band)
- Travis Schneider – 2021 Tour (Maroon 5)

### Miglior album di ritorno
- Adele – 30
- ABBA – Voyage
- Bleachers – Take the Sadness Out of Saturday Night
- Drake – Certified Lover Boy
- Foo Fighters – Medicine at Midnight
- Kacey Musgraves – Star-Crossed
- Lorde – Solar Power

### iHeartRadio Chart Ruler Award
- The Kid Laroi e Justin Bieber – Stay

### Social Star Award
- Bella Poarch
- Claire Rosinkranz
- Jax
- Jordy
- Tai Verdes
- Tayler Holder

### TikTok Bop of the Year
- Olivia Rodrigo – Good 4 U
- Cardi B – Up
- Coi Leray – Twinnem
- Doja Cat (featuring SZA) – Kiss Me More
- Doja Cat – Woman
- Måneskin – Beggin'
- Megan Thee Stallion – Thot Shit
- Lil Nas X – Montero (Call Me by Your Name)
- PinkPantheress – Just for Me
- The Kid Laroi e Justin Bieber – Stay

### TikTok Songwriter of the Year
- Jax
- Aston
- Alexa Chalnick
- Ellie Dixon
- Cassa Jackson
- Peytan Porter
- Lauren Weintraub
- Sarah Barrios
- Vaultboy